# Matto
Matto (松任市 -shi) é uma cidade japonesa localizada na província de Ishikawa.
Em 2003, a cidade tinha uma população estimada em 66 520 habitantes e uma densidade populacional de 1 109,96 h/km². Tem uma área total de 59,93 km².
Recebeu o estatuto de cidade a 10 de Outubro de 1970.